# Новосильский Свято-Духов монастырь
Новоси́льский Свя́то-Ду́хов монасты́рь — мужской монастырь Ливенской епархии Русской православной церкви, расположенный в селе Задушное Новосильского района Орловской области.

## История
Монастырь известен с 1619 года, хотя предположительно существовал значительно ранее.
В 1637 году был разгромлен и сожжён крымскими татарами. Из вотчин монастыря татары увели в плен 270 человек.
По челобитной игумена Свято-Духова монастыря Симона о необходимости укрепления новосильской крепости и в целом засечной оборонительной линии от крымских татар и нагайцев в 1644 году монастырь посещал царь Михаил Фёдорович.
По писцовой книге 1685 года монастырь имел всего одну деревянную церковь Святой Живоначальной Троицы с приделом святителя Николая Чудотворца, к которой были пристроены трапезная и паперть.
В 1764 году в ходе секуляризационной реформы монастырь был закрыт, а церковь обращена в приходскую.
В 1767 году по ходатайству помещиков Новосильского уезда князя П. Я. Голицына, вице-президента коллегии экономии П. В. Хитрово и других, обитель снова открыли и причислили к числу заштатных монастырей.
В 1770 году была построена каменная Соборная церковь, а в 1780 — каменная Крестовоздвиженская.
При монастыре с середины XVIII века существовала школа, в 1805 году возведённая в ранг духовного училища, впоследствии переведенного в город Новосиль.
В 1821 году был возведён храм во имя святого Николая, а в 1844 — построена церковь во имя Спаса Нерукотворного Образа.
В 1925 году был закрыт. В 1934 году были взорваны два храма — Свято-Никольский с Крестовоздвиженским приделом и во имя Нерукотворенного Образа Христа Спасителя. Уцелел лишь храм Святой Живоначальной Троицы, поскольку его решили использовать в качестве складского помещения для хранения зерна и запасных частей к сельхозмашинам.
В период Великой Отечественной войны храм Святой Живоначальной Троицы был сильно повреждён. От него остались лишь центральная часть с полуразрушенным куполом, алтарь и некоторые несущие конструкции трапезной.
После войны храм Святой Живоначальной Троицы тоже использовали в качестве складного помещения. На территории монастыря руководители местного колхоза устроили машинный двор.

## Современное состояние

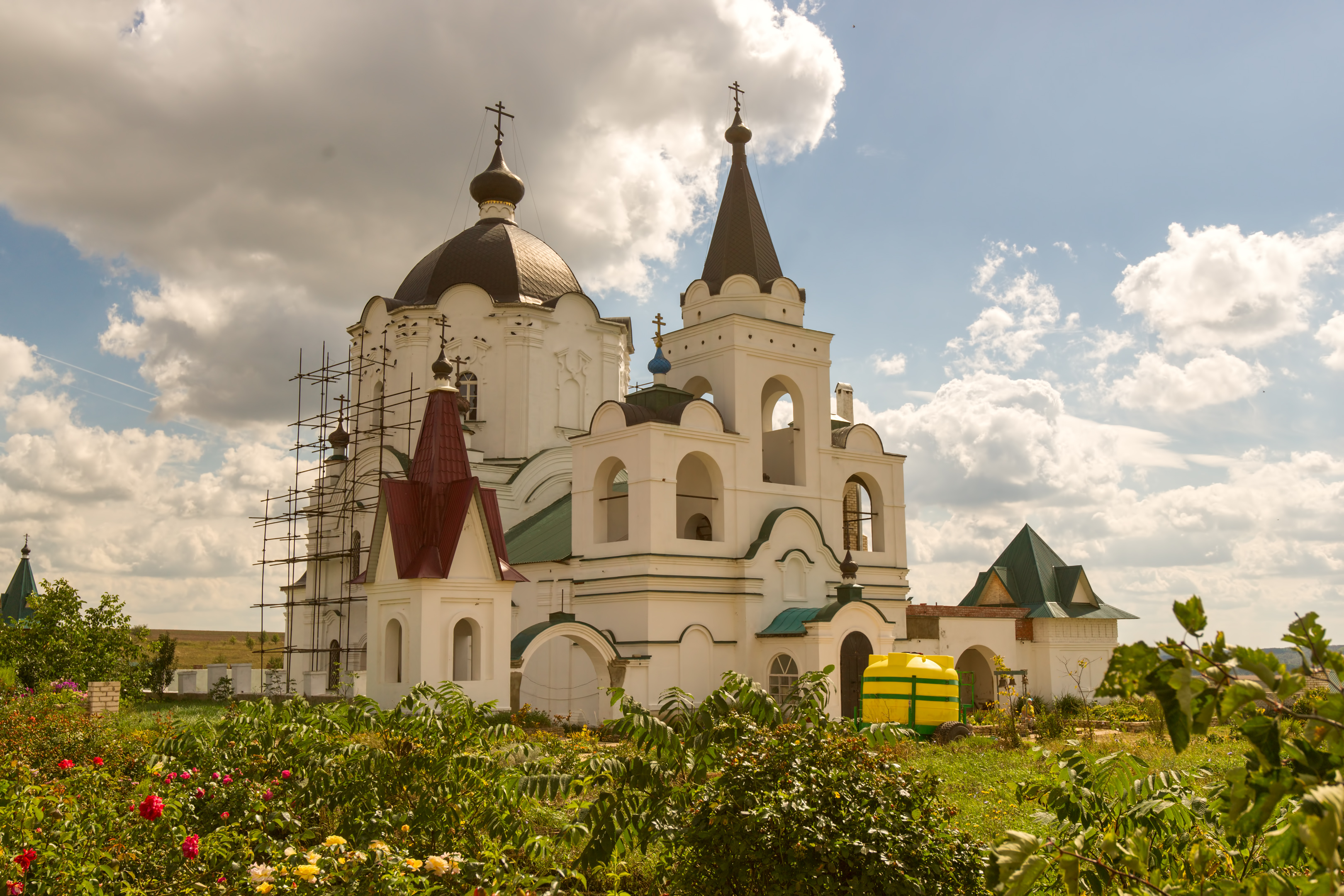
Храм Живоначальной Троицы, август 2020 г.

Возрождение свято-Духова монастыря было начато в 2004 году по благословению духовника Оптиной пустыни схиигумена Илия (Ноздрина).
27 декабря 2005 года решением Священного Синода монастырь был официально возрождён. К моменту возобновления монастырской жизни большинство построек были частично или полностью разрушены.
С октября 2007 года братия Свято-Духова монастыря продолжает духовно окормлять строящийся храм Корсунской иконы Богоматери села Корсунь Верховского района Орловской области.
В 2010 году продолжена кладка западной и южной частей монастырской ограды со сторожевыми башнями и часовней, начато возведение южной части монастырской ограды с площадкой. Продолжена реставрация монастырского храма Святой Живоначальной Троицы. Активно велись работы по возведению храмового комплекса, разводке газопровода и отопительных сетей. Продолжается благоустройство монастырской территории.